# Plagiozopelma biseta
Plagiozopelma biseta är en tvåvingeart som beskrevs av Zhu, Yang och Hayashi 2007. Plagiozopelma biseta ingår i släktet Plagiozopelma och familjen styltflugor. Inga underarter finns listade i Catalogue of Life.